# یوکو تاکه‌اوچی
یوکو تاکه‌اوچی (竹内 結子 Takeuchi Yūko, ; ۱ آوریل ۱۹۸۰ – ۲۷ سپتامبر ۲۰۲۰) یک هنرپیشه زن اهل ژاپن است. وی تاکنون در فیلم‌ها و مجموعه‌های تلویزیونی گوناگونی نظیر هایابوسا، شب توت‌فرنگی، سانادا مارو و دوشیزه شرلوک به ایفای نقش پرداخته‌است.
وی در سال ۲۰۲۰ خودکشی کرد.